# Nephrotoma dafla
Nephrotoma dafla är en tvåvingeart som beskrevs av Alexander 1970. Nephrotoma dafla ingår i släktet Nephrotoma och familjen storharkrankar. Inga underarter finns listade i Catalogue of Life.